# Saint-Martin rouge
Taxons concernés
Le nom vernaculaire de Saint-Martin rouge est l'appellation sous laquelle est commercialisée le bois des espèces Andira coriacea, Ormosia coccinea, Andira inermis et Andira surinamensis, arbres de la famille des Légumineuses (Fabaceae).
Le Saint-Martin rouge pousse entre le sud du Mexique et le nord de l'Amérique du Sud, ainsi qu'aux Antilles.